# Schloss Berthelsdorf

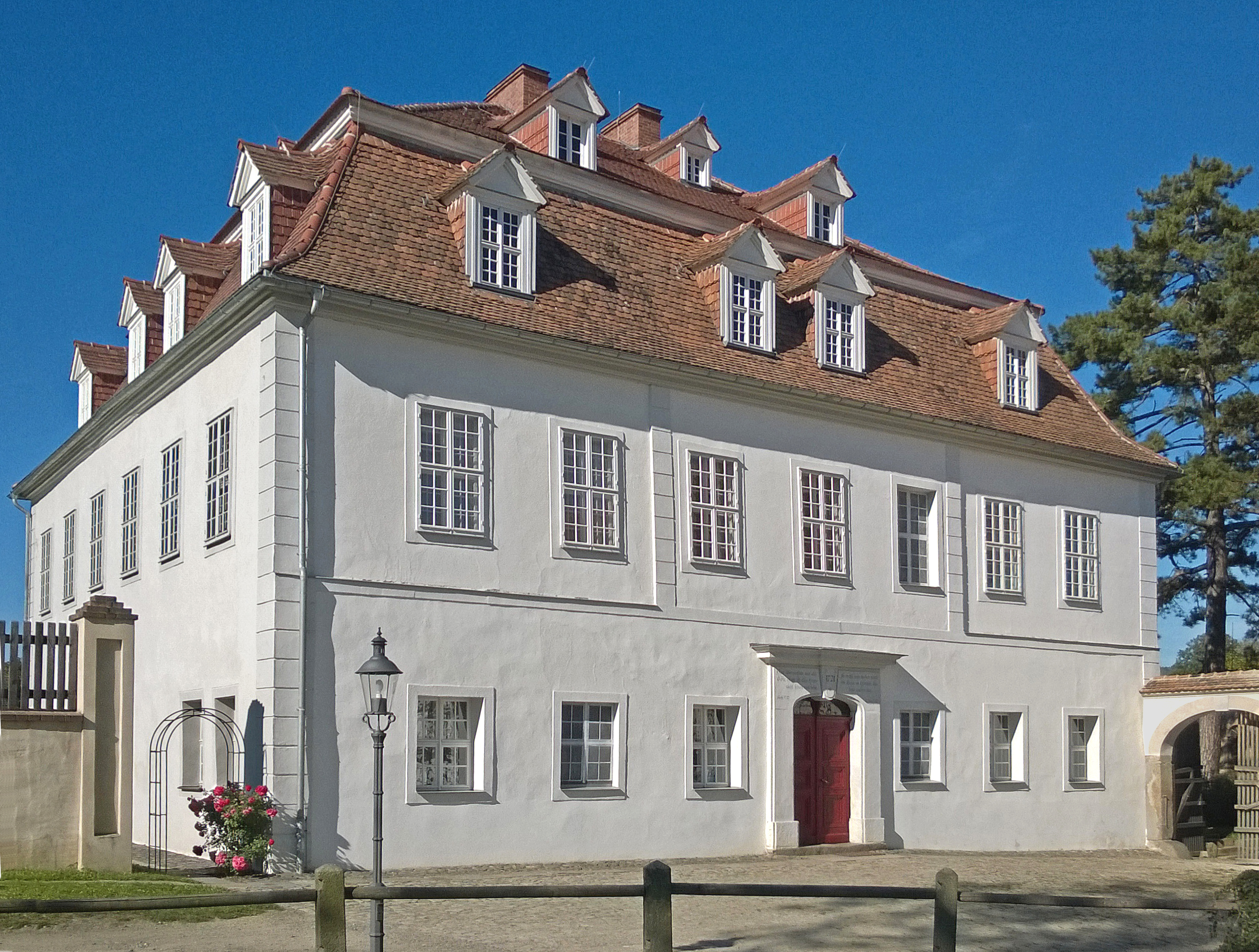
Schloss Berthelsdorf (2015)

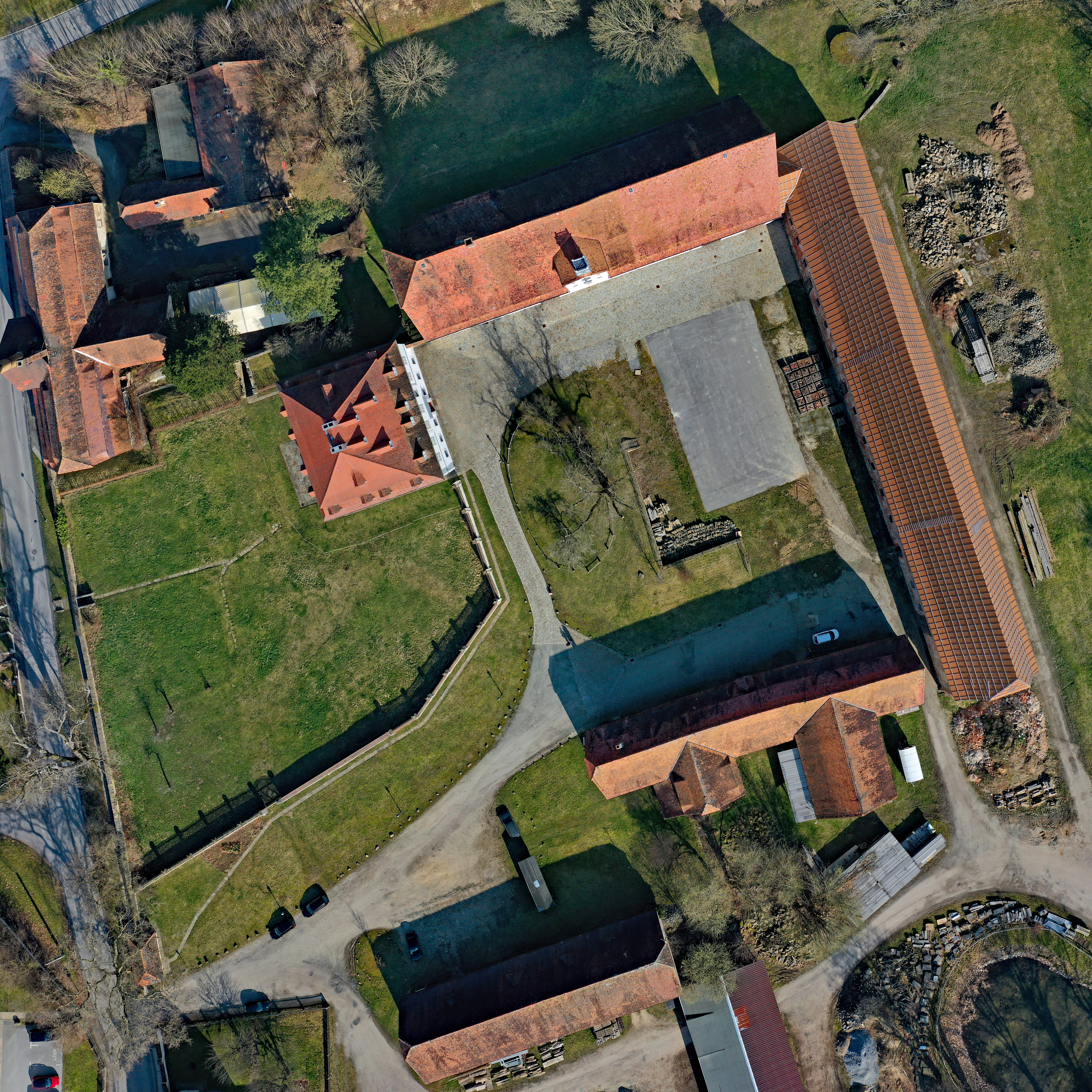
Lage der Schlossanlage aus der Luft (Norden ist oben)

Schloss Berthelsdorf ist ein denkmalgeschütztes Bauwerk in Berthelsdorf, einem Ortsteil der ostsächsischen Stadt Herrnhut im Landkreis Görlitz. Seine heutige Gestalt erhielt das Herrenhaus durch Nikolaus Ludwig von Zinzendorf, weshalb das Schloss heute auch „Zinzendorfschloss“ genannt wird. In den Jahren 1721 bis 1724 entstand, unter weitgehender Verwendung der vorgefundenen Substanz, ein einheitlicher Baukörper mit hofseitig symmetrischer siebenachsiger Optik. Das herrschaftliche Gut von Mittelberthelsdorf befindet sich an der Herrnhuter Straße 17 (früher Berthelsdorf Nr. 1).
Am 26. Juli 2024 wurde Herrnhut als Teil von vier von der Brüdergemeine gegründeten und nach deren städtebaulichen Vorstellungen einheitlich gestaltete Siedlungen in das UNESCO-Weltkulturerbe aufgenommen. Dazu gehört auch Schloss Berthelsdorf.

## Geschichte

### Vor 1721
Bereits im 15. und 16. Jahrhundert haben erste Gebäude an der Stelle des heutigen Schloss Berthelsdorf gestanden. Da aber die Besitzer aus der Familie von Gersdorf ihren Hauptwohnsitz im Oberrennersdorfer Schloss hatten, dürften die Baulichkeiten wenig repräsentativ gewesen sein. Keramikfunde auf dem Schlossgelände können bis zurück in das 15./16. Jahrhundert datiert werden.
1490 gehörte Berthelsdorf den Herren von Tschirnhaus und 1499 einem Herrn von Eberhardt. Von ihm ging es noch vor 1528 wieder an die Familie Gersdorf-Tauchnitz über. Im Jahr 1574 wurde die Besitzung unter drei Brüder geteilt. Es entstanden drei Güter, von denen das Hauptgut mit dem Herrenhaus an Christoph von Gersdorf fiel und bei dessen Nachkommen es bis 1633 blieb. Weitere Besitzer waren Jaroslaw von Kyaw, der ehemalige schwedische Oberst Johann Reichwald von Kämpfen und Heinrich Ziegler und Klipphausen.
Die älteste Bausubstanz des heutigen Schlosses wird etwa auf das Jahr 1600 datiert. Es sind Fragmente von Schriftfeldern und eine Rahmungsmalerei. Größere Umbaumaßnahmen am Herrenhaus fanden 1676 unter Bernhard Edlen von der Planitz (1630–1688) statt, unter anderem ein flächendeckender Neuverputz. 1687 schließlich wurde Nicolaus Freiherr von Gersdorf Besitzer von Mittelberthelsdorf. Da er als sächsischer Geheimratsdirektor und Landvogt der Oberlausitz meist in Dresden weilte, übernahm seine Frau Henriette Catharina von Gersdorff, geb. von Friesen, die Verwaltung Berthelsdorfs und der benachbarten Güter. Nicolaus Freiherr von Gersdorf starb 1702; seine Frau erwarb 1710 die Ortsherrschaft Berthelsdorf.

### 1721 bis 1998

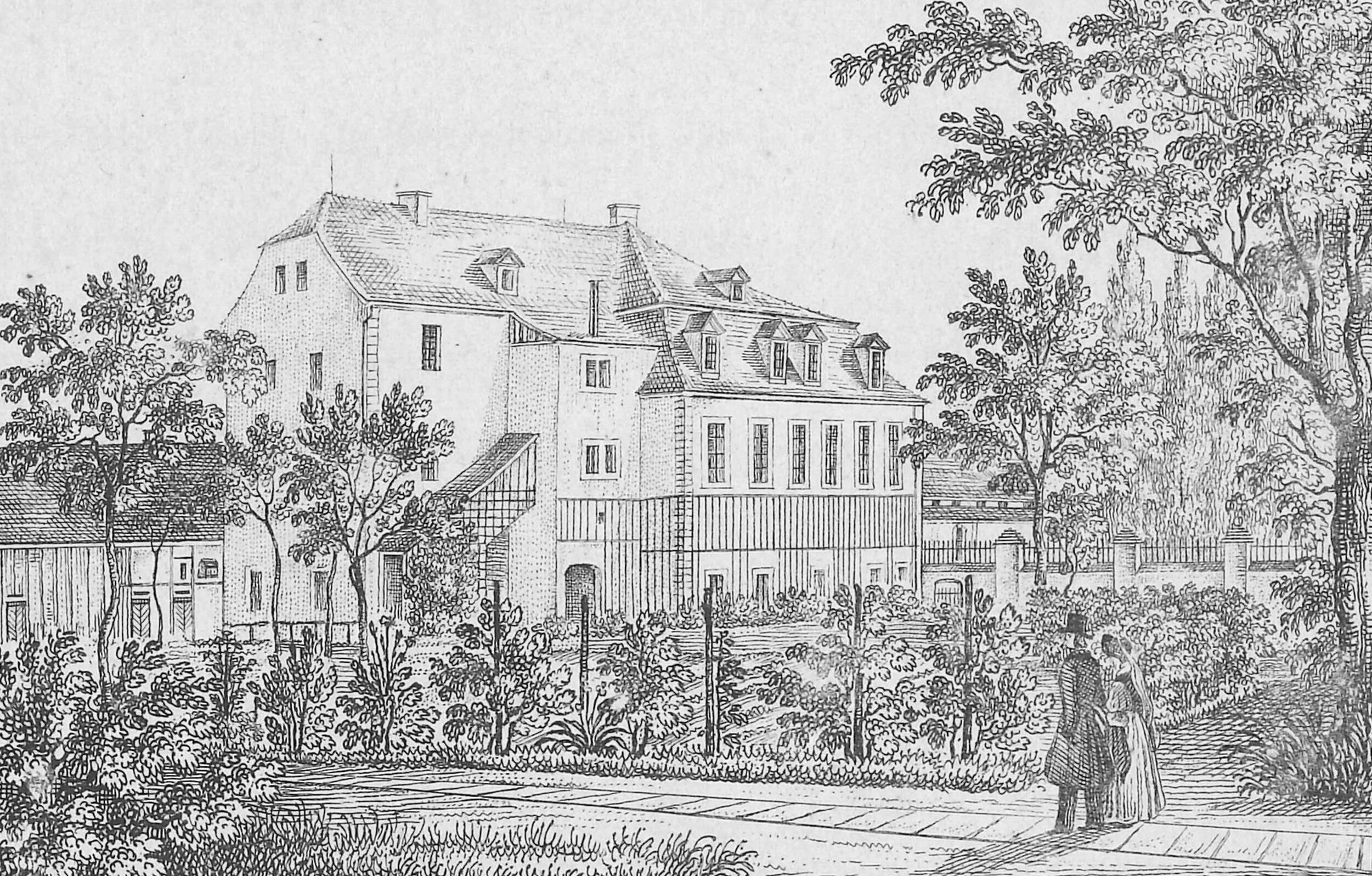
Ansicht des Schlosses (um 1850)

Ab Sommer 1721 begann Nikolaus Ludwig von Zinzendorf, das verfallene Herrenhaus wieder herzurichten, um es später nutzen zu können. Seine Großmutter Henriette Catharina von Gersdorff hatte ihm in Aussicht gestellt, Berthelsdorf zu übernehmen. Diese zusätzliche Einkommensmöglichkeit war ihm als Hof- und Justizrat (ehrenhalber) in Dresden sehr willkommen. Wenn die gräfliche Familie von Dresden in die Oberlausitz kam, wohnte sie in den Anfangsjahren meist in Berthelsdorf. Im Februar 1722 kaufte Zinzendorf die Ortsherrschaft von seiner Großmutter für 26.000 Thaler, von denen er sofort 20.500 Taler in bar zahlte. Am 15. Mai 1722 wurde ihm von seinen Untertanen als Ortsherr gehuldigt. Beim Umbau des Guts ließ Zinzendorf in den Jahren 1722 bis 1724 im Obergeschoss ältere Fachwerkaußenmauern durch massive Ziegelwände ersetzen. Das Schloss bekam ein komplett neues Mansarddach.
Ebenfalls 1722 gewährte der Graf mährischen Glaubensflüchtlingen auf seiner Berthelsdorfer Flur Schutz. Hier entstand später die Siedlung Herrnhut. In den ersten Jahren entwickelte sich das Schloss neben der Berthelsdorfer Kirche zu einem wichtigen Ort, an dem die Herrnhuter Bewegung geistlich gespeist wurde, die dann schließlich 1727 zur Gründung der Herrnhuter Brüdergemeine führte. Zudem bildete das Schloss als „Jüngerhaus“ in den letzten Lebensjahren des Grafen das geistliche Zentrum der Gemeine. Darüber hinaus hatte an diesem Ort die Unitäts-Aeltesten-Conferenz, die Kirchenleitung dieser kleinen weltweiten Missionskirche, von 1791 bis 1913 ihren Sitz.

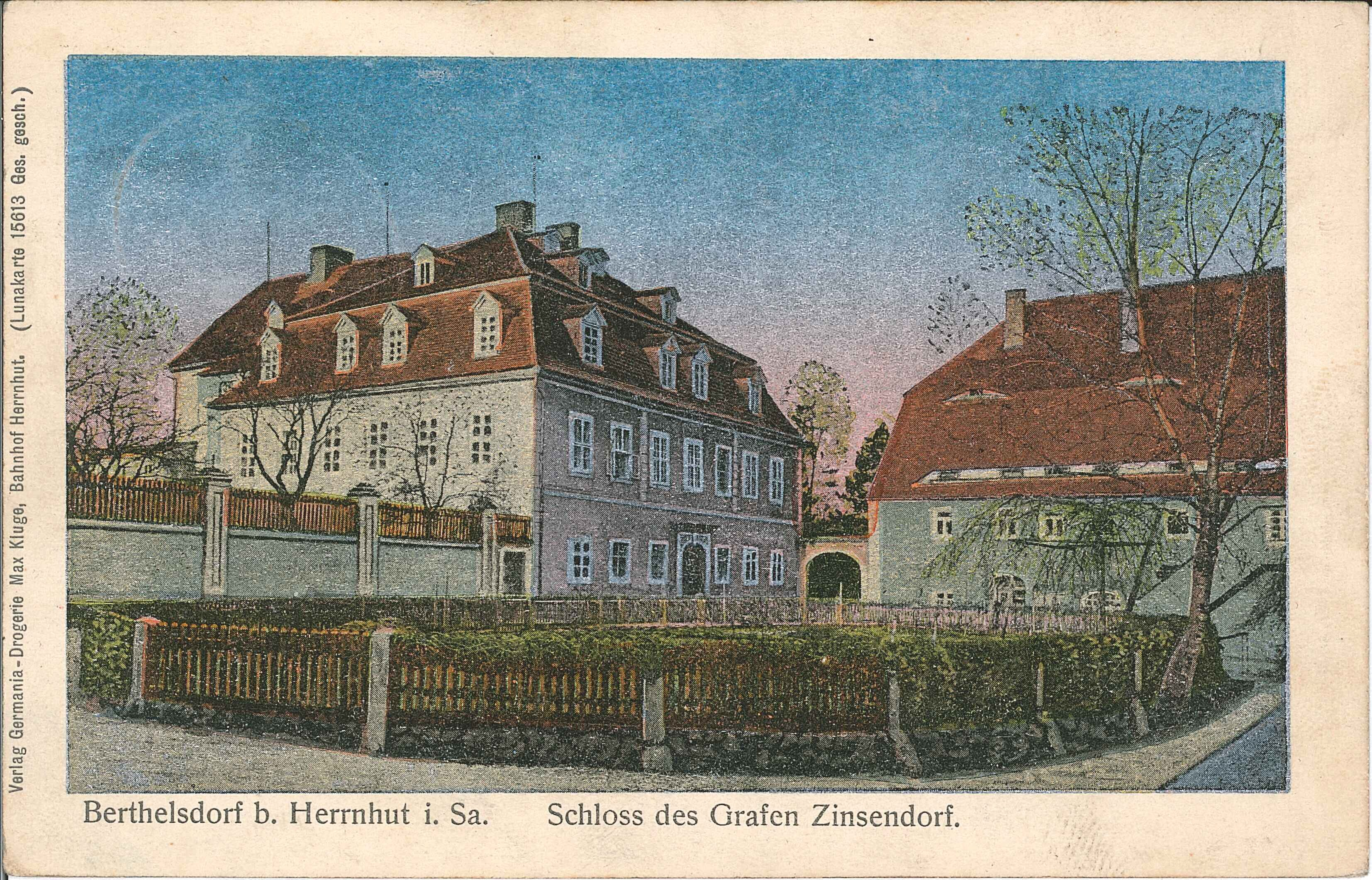
Haupt- und Speichergebäude (um 1910)

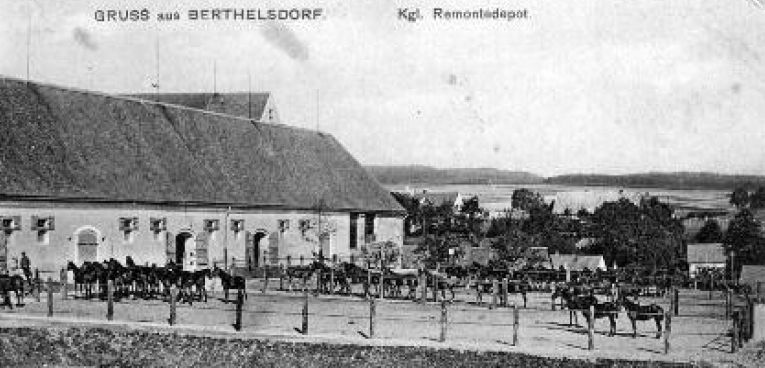
Königliches Remontedepot (1915)

1732 übertrug Zinzendorf das Gut samt Schloss an seine Frau Erdmuthe Dorothea. Von November 1755 bis zu seinem Tod 1760 lebte Zinzendorf vorwiegend auf Schloss Berthelsdorf. Bis 1793 blieb es im Familienbesitz. 1811 besuchte der Augenarzt, Staatsrechtler, Wirtschaftswissenschaftler und mystisch-spiritualistische Schriftsteller Johann Heinrich Jung-Stilling Schloss Berthelsdorf. Nach dem 1913 erfolgten Umzug der Kirchenleitung in den Vogtshof nach Herrnhut verblieb nur noch die Forstverwaltung der Brüder-Unität im Schloss (1915–1947). Am 26. September 1913 wurde das gesamte Gut an das Deutsche Reich verpachtet. Bis 1945 wurde es dem Remonteamt des deutschen Heeres angegliedert und von diesem zur Ausbildung von Militärpferden genutzt. 1937 zwang der Staat die Brüdergemeine zum Verkauf ihrer Besitzungen. Seit 1947 gehörte das Gutsgelände dem Volkseigenen Gut „Thomas Müntzer“, einem großen sozialistischen Landwirtschaftsbetrieb. Anfangs erfuhr das Schloss noch eine Mischnutzung: Viele Flüchtlingsfamilien wohnten darin. Auch waren dort Ausbildungsräume für Lehrlinge, eine Küche und ein Speiseraum untergebracht. Doch weil der damalige Eigentümer kein Interesse am Erhalt dieses geschichtsträchtigen Ortes hatte, investierte er nicht in die Bausubstanz. So musste das Schloss 1975 baupolizeilich gesperrt werden. Nun dem Verfall preisgegeben, drang Regenwasser ungehindert ein und der Hausschwamm breitete sich überall aus. Das Schicksal des Schlosses schien besiegelt. 1991 wurde der Landwirtschaftsbetrieb aufgelöst und die Brüdergemeine stellte einen lange Zeit erfolglosen Restitutionsanspruch.

### 1998 bis heute

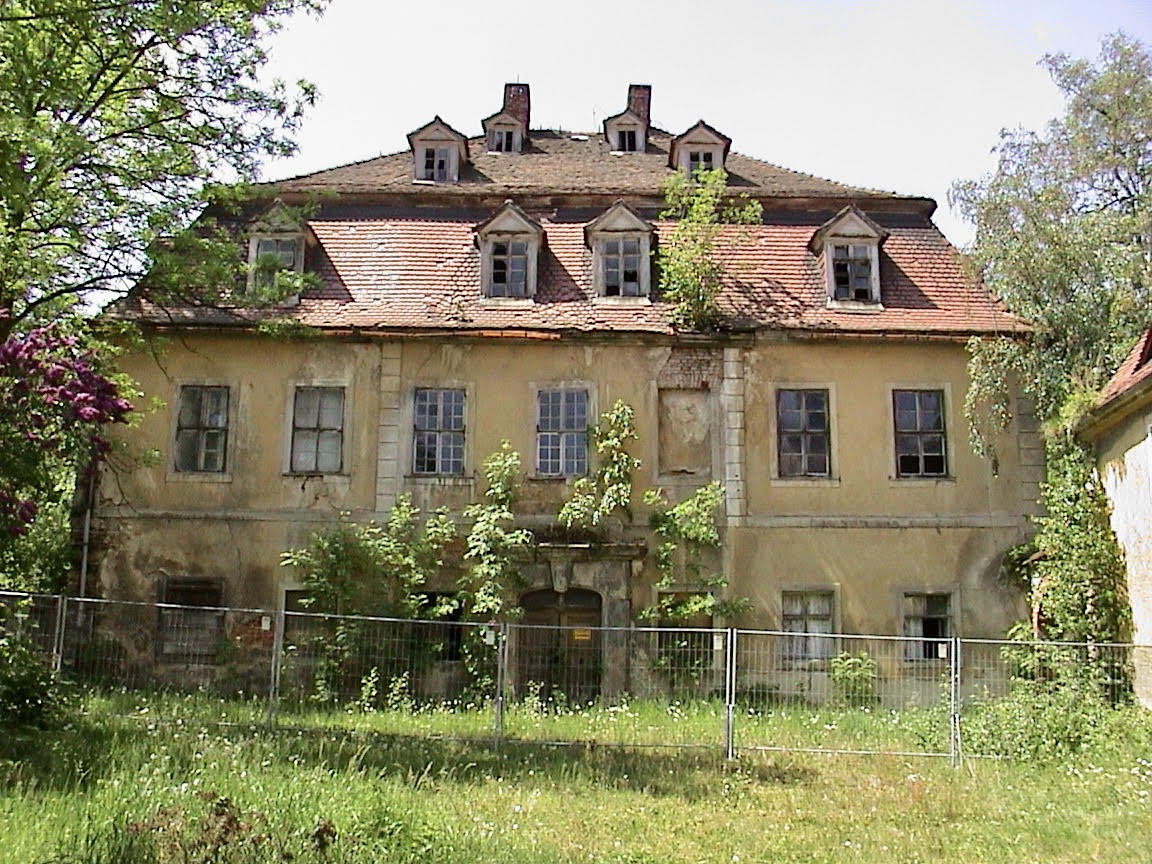
Vor der Sanierung (2001)

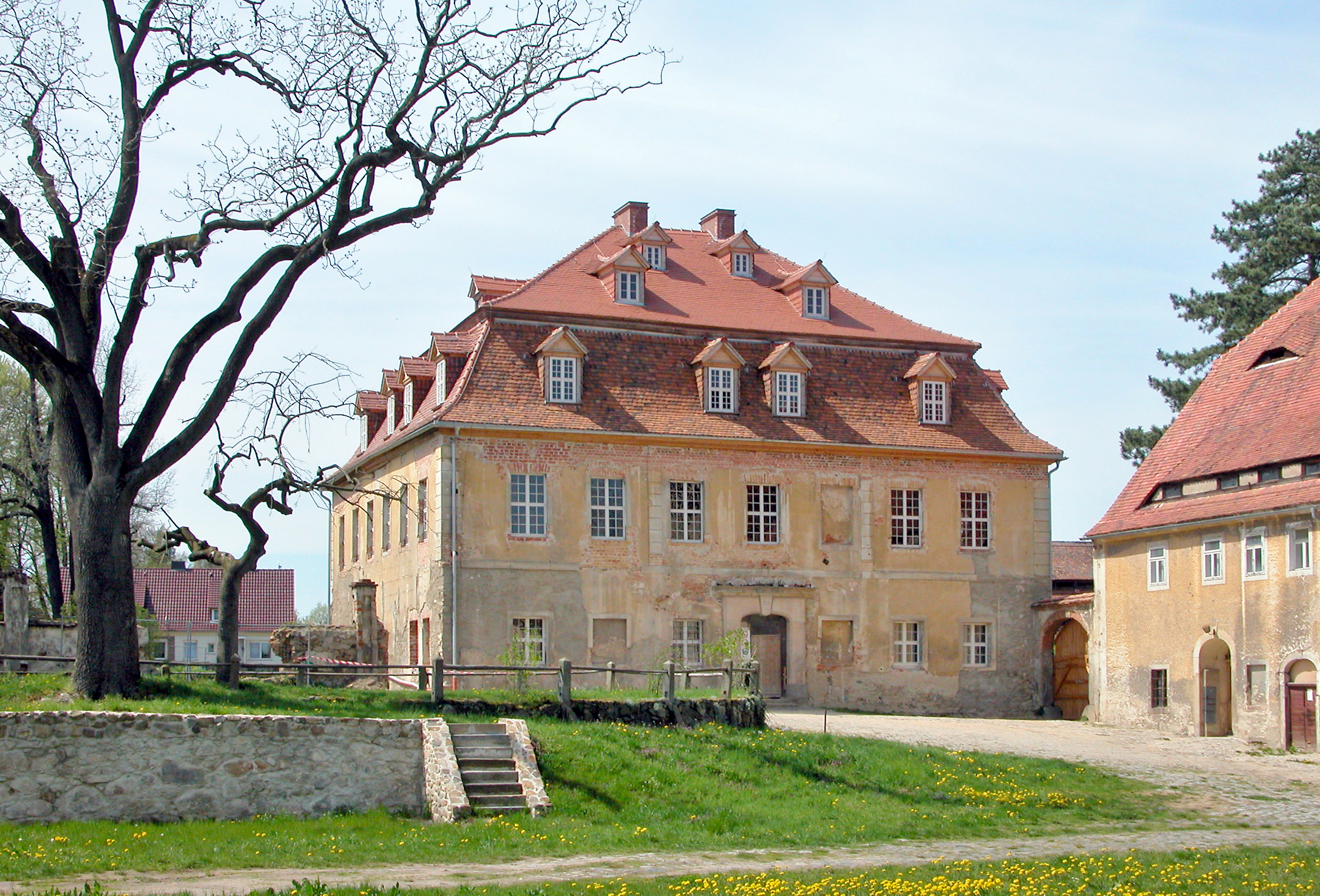
Vor der Fassadensanierung (2008)

Der am 12. September 1998 von Mitgliedern aus Deutschland und der Schweiz gegründete Verein „Freundeskreis Zinzendorf-Schloss Berthelsdorf“ plante, einen künftigen Besitzer der Gebäude sowie des zugehörigen Areals des alten Zinzendorfschlosses in Berthelsdorf zu unterstützen, um den drohenden Verfall des Anwesens zu stoppen und den historischen Gebäudekomplex zu restaurieren. Die Brüdergemeine wollte das Schlossareal nicht von der Treuhand erwerben. Somit verkaufte im Frühjahr 1999 die Treuhand das Grundstück einer Consultingfirma in Berlin. Nach Intervention des Vereins übte der Freistaat Sachsen das erste und einzige Mal in seiner bisherigen Geschichte sein Vorkaufsrecht zugunsten eines Dritten aus. So konnte der Freundeskreis (nach einer Satzungsänderung) im August 2001 das knapp vier Hektar große Gutsgelände doch noch für eine symbolische D-Mark in Besitz nehmen.
Ende 2002 begannen die Notsicherungsarbeiten. Die Bausubstanz des Schlosses war maroder als gedacht. Es gab Risse von der Traufe bis zum Boden. Ein Gerüst bewahrte das Schloss vor dem Auseinanderbrechen. Die vorhandene Bausubstanz wurde stabilisiert, der Hausschwamm beseitigt. Während der Sanierung wurde festgestellt, dass dem Schloss das Fundament fehlte. Der Bau war nur 20 bis 30 Zentimeter in den Lehm gesetzt. Im Sommer 2006 wurde das Schloss nachträglich gegründet. 2008 wurde die Fassade saniert. Schon vorher, im Jahre 2004, wurde das Schloss als „Denkmal von nationaler Bedeutung“ eingestuft. Die Sanierung konnte im Jahre September 2012 nach zehnjähriger Bauzeit abgeschlossen werden, so dass das Schloss heute wieder für Ausstellungen, Konzerte und als Begegnungsstätte genutzt werden kann. Für diese mutige und handwerklich gelungene Sanierung erhielt der Verein 2013 den Bundespreis für Handwerk in der Denkmalpflege. Bei der Sanierung erhielt der Verein Unterstützung vom Freistaat Sachsen, dem Bund, der Europäischen Union, der Deutschen Stiftung Denkmalschutz, der Ostdeutschen Sparkassenstiftung sowie anderer Stiftungen und vielen privaten Spendern.

## Heutige Nutzung

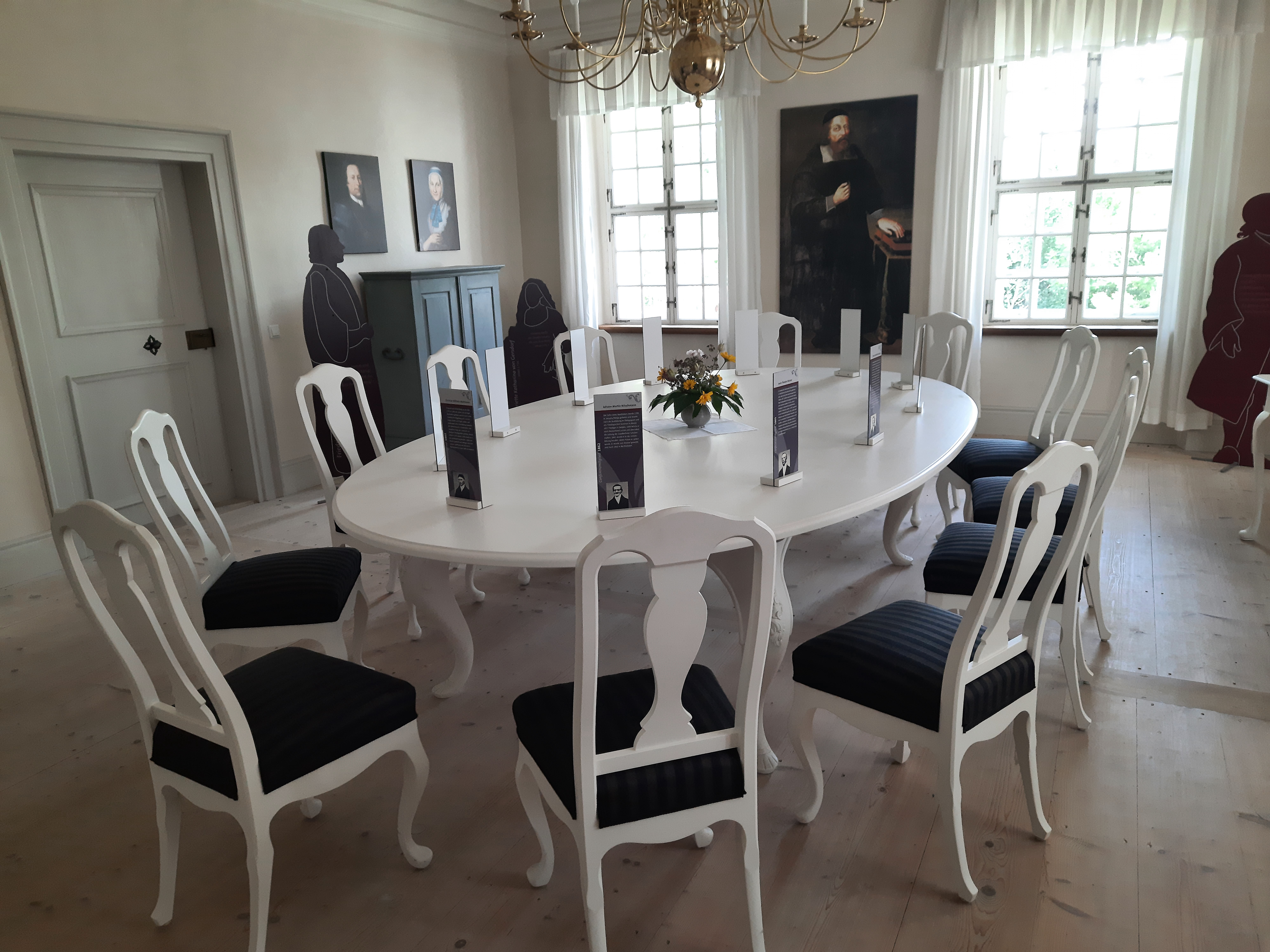
Ausstellung (2022)

Zwei ständige Ausstellungen mit Werken von Dietmar Wappler (1938–2010) und Strawalde (Jürgen Böttcher, * 1931) bereichern das Schlossambiente. Das Schloss ist jährlich ab Mai mittwochs, samstags und sonntags von 14 bis 17 Uhr geöffnet. Es finden Veranstaltungen wie Konzerte, Lesungen, Ausstellungen, Schüler-Projektwochen und Schlossführungen statt. Ausgestellt ist seit August 2022 ein Schreibsekretär des Grafen Zinzendorf aus Weißtanne mit Nussbaumfurnier.

## Bauten

### Hauptgebäude

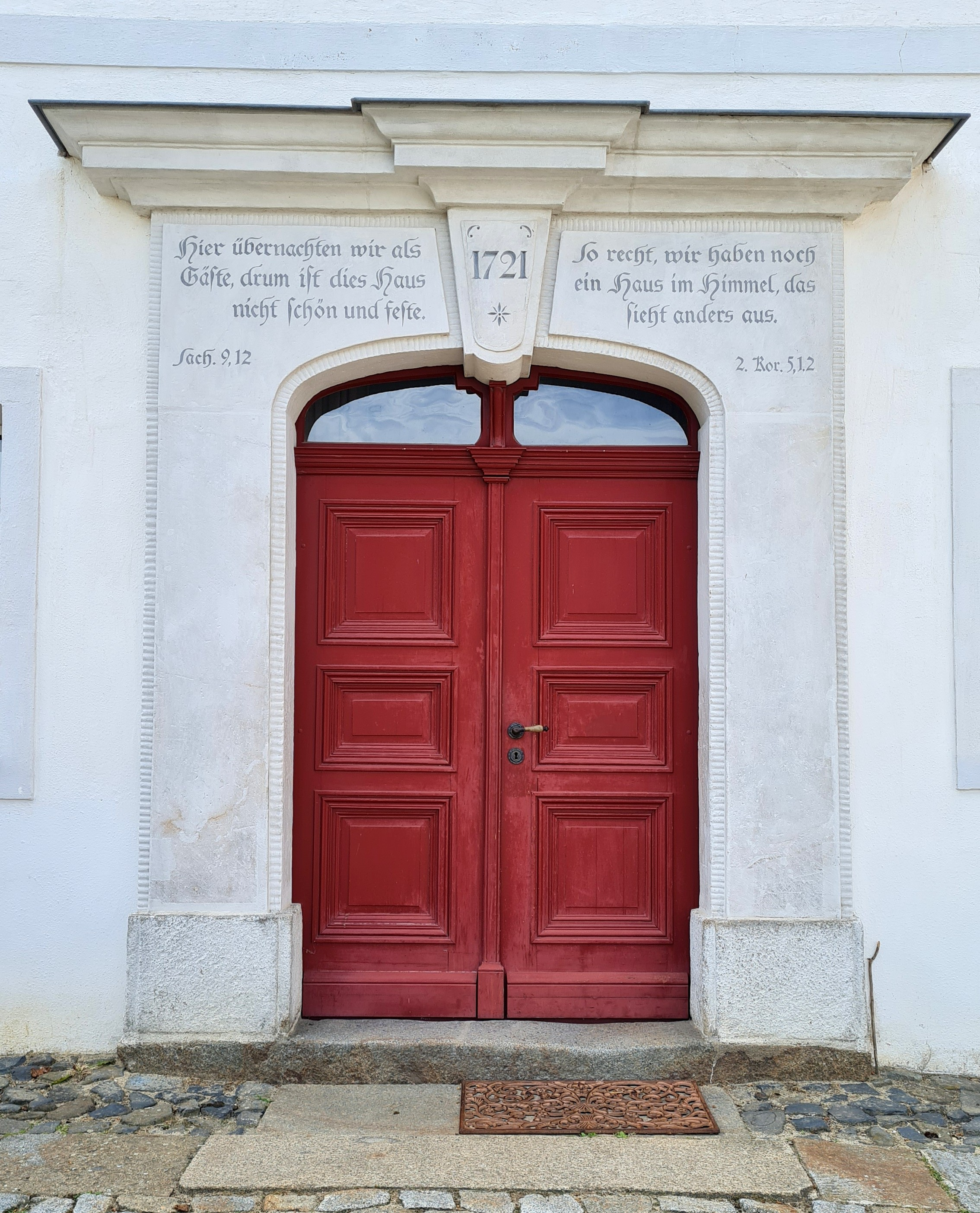
Eingangstür mit Bibelversen und Jahreszahl 1721

Zinzendorf ließ 1721 bis 1724 einen Vorgängerbau im Renaissance-Stil umbauen und erweitern. Dieser bestand im Erdgeschoss aus massivem Bruchsteinmauerwerk und im Obergeschoss aus Fachwerk. Um das Gebäude zu einem barocken Herrenhaus mit symmetrischer Front umzugestalten, ließ Zinzendorf alle Fenster versetzen. Die Außenwände im Obergeschoss wurden in Ziegelbauweise errichtet. Bei den Innenwänden blieb das Fachwerk erhalten. Durch zwei zentrale Querwände über alle drei Geschosse verfügt das Schloss über eine dreiteilige Gliederung.
Seitdem zeigt sich das Schloss als ein zweigeschossiger Putzbau mit einem dreigeschossigen Mansardwalmdach mit stehenden Dachgauben. 1804 bekam es eine Ziegelbedachung. Den schlichten, schnörkellosen Baukörper auf rechteckigem Grundriss schmücken nur der klare Rhythmus der Fenster und der gequaderten Ecklisenen. Die Vorderfront verfügt über sieben Fensterachsen. Im Obergeschoss dieser Fassade wird die Mittelachse mit drei Fenstern durch Lisenen besonders betont. Das Schloss gilt als Prototyp des Herrnhuter Barock.
Bereits zu früher Zeit erhielt das Schloss einen kleinen Anbau, in dem sich anfangs die Küche befand. Er wurde 1790 aufgestockt, um im Obergeschoss Wohnraum zu schaffen. Der marode, statisch problematische Anbau wurde 2002 zurückgebaut. Das Schloss steht seitdem wieder in seiner idealen barocken Form mit einem Grundriss von 75 × 65 Sächsischen Fuß (circa 21 × 18 Meter).
Auf der dem Gutshof zuwandten Ostseite des Schlosses liegt der Haupteingang. Über dessen Sandsteinportal mit Korbbogen und Schlussstein ließ Zinzendorf neben der Jahreszahl 1721 zwei Bibelverse setzen (in freier Übertragung Zinzendorfs):
- Hier übernachten wir als Gäste, drum ist dies Haus nicht schön und feste. Sach. 9, 12
- So recht, wir haben noch ein Haus im Himmel, das sieht anders aus. 2. Kor. 5, 12

Die Zusammenstellung aus alt- und neutestamentlichem Text erinnert an die Herrnhuter Losungen. Von 1791 bis 1913 (und noch einmal 2019) wurden die Losungen im Schloss Berthelsdorf gezogen.
Im Inneren wird vor allem die Beletage im ersten Obergeschoss durch eine barocke Formensprache geprägt. Die einfach profilierte Stuckdecke ließ Zinzendorf 1756 einziehen. Das Erdgeschoss hingegen ist noch durch die Renaissance geprägt; wohl aus der Bauzeit ab 1674 unter Bernhard Edler von der Planitz (1630–1688). An der Ostseite der Eingangstür schließen sich drei etwa gleichgroße Räume an. Die beiden vorderen haben ein Kreuzgratgewölbe.

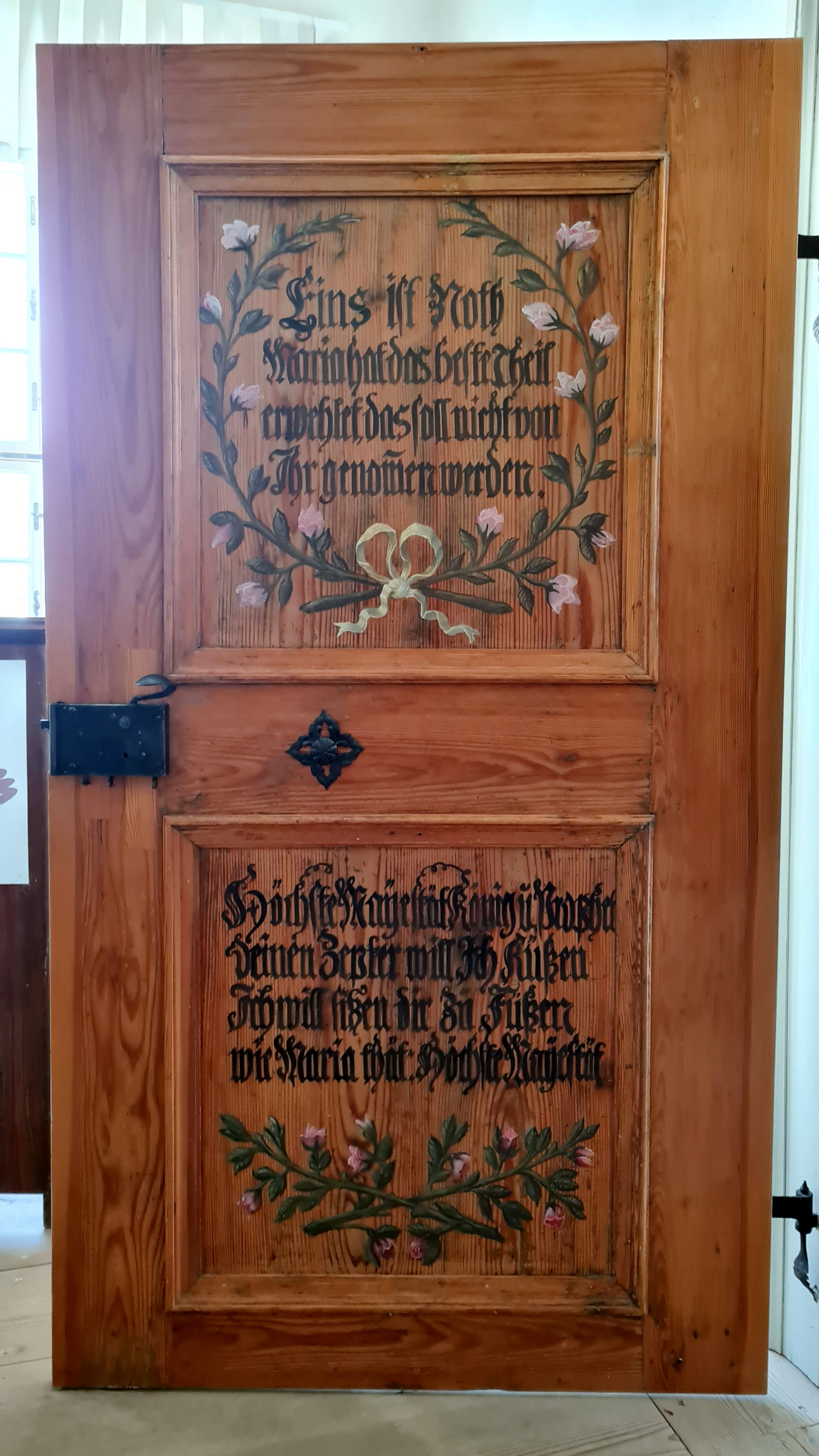
Losungstür

Bei der Sanierung von Schloss Berthelsdorf wurde 2012 die Tür zwischen der „Großen Diele“, die für Treffen der Hausgemeinde genutzt wurde und 200 Personen fasste, und dem Arbeitszimmer Zinzendorfs untersucht. Als das Türblatt von vielen Farbschichten befreit war, entdeckte man auf dem rohen Holz die gut erhaltene Bemalung. Bei der Restaurierung der Tür traten auf derjenigen Seite, die zu Zinzendorfs Arbeitszimmer ging, zwei Sprüche in kunstvoller Frakturschrift zutage. Auf der oberen Türfüllung wird ein Bibelwort aus Lukas 10,42 zitiert („Eins ist Noth / Maria hat das beste Theil erwehlet, das soll nicht von Ihr genommen werden“), auf die untere Türfüllung war eine Liedstrophe von Johann Anastasius Freylinghausen („Höchste Mayestät, König u Prophet, deinen Zepter will Ich Küssen. Ich will sitzen dir zu Füßen wie Maria thät: Höchste Mayestät“) geschrieben. Damit wurde eine bislang rätselhafte Bemerkung aus einem von 1724 datierenden Brief an Zinzendorf verständlich. Diese Bemerkung, die von Johanna Sophia von Zezschwitz, einer guten Freundin Zinzendorfs, stammt, die sich zeitweise um die Bauarbeiten kümmerte, spricht sowohl von Türen als auch von Sprüchen. Wörtlich heißt es in dem Brief: „Die thüren können so gemacht werden. Sie dürfen nun die sprüche schicken und fein balt der meier kan es imer machen“. Da diese Tür einen unmittelbaren Zusammenhang zwischen einem Bibelwort und einer Liedstrophe herstellt, ist nicht ausgeschlossen, dass sie es war, die Zinzendorf zu den Losungen inspirierte. Beide Texte hat Zinzendorf gegenüber den Originaltexten leicht verändert. Sie finden sich beide auch in den Losungen.

### Speichergebäude

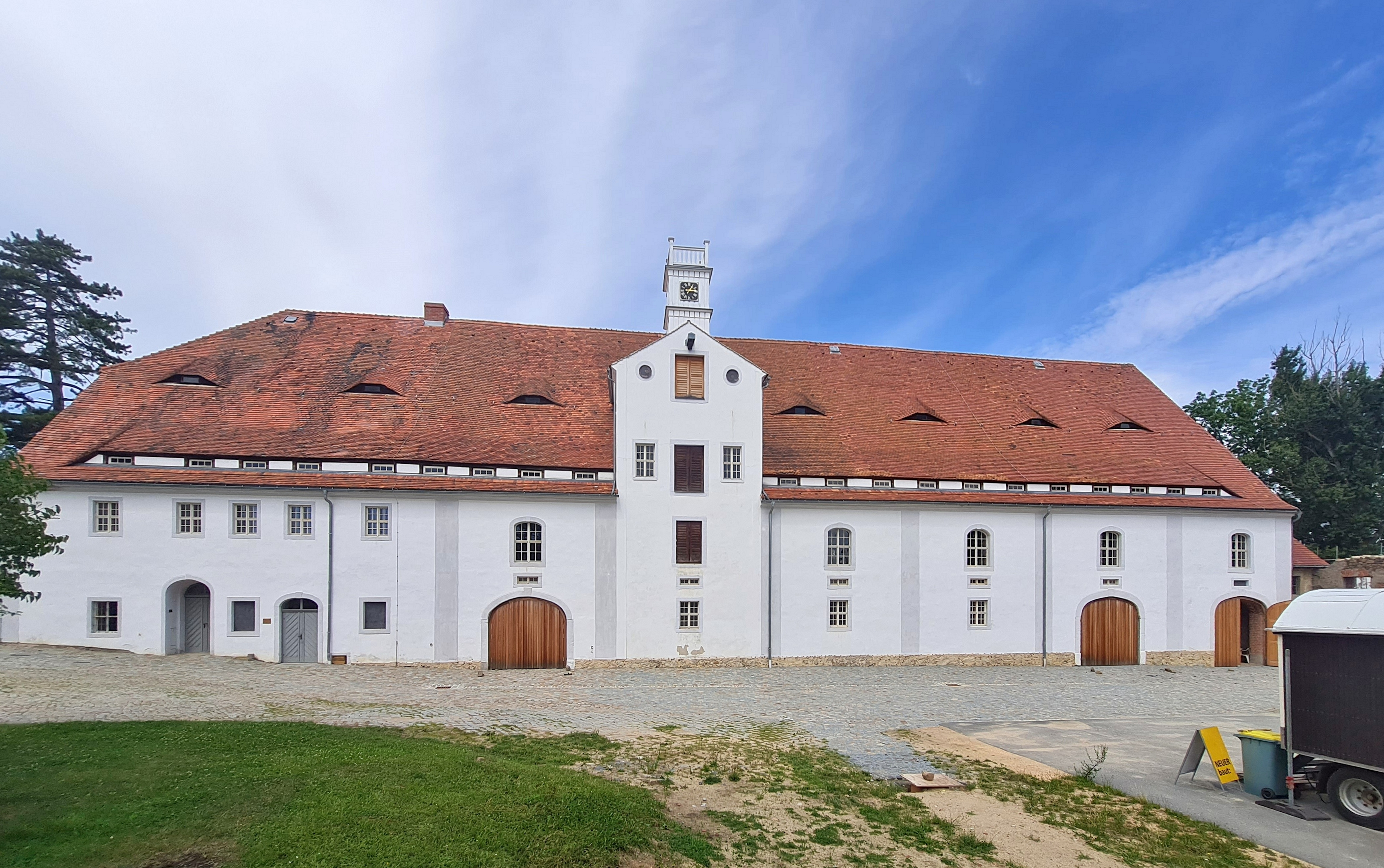
Speichergebäude

In einem Protokoll des Unitäts-Vorstands-Collegiums vom 4. Oktober 1799 ist zu lesen, dass der Zustand des Gesindehauses und des Kuhstalles desolat war. Man entschied sich für einen Neubau, der sofort angegangen und bereits 1801 abgeschlossen wurde. Dabei wurden Teile des alten Gebäudes in den 57 Meter langen und 19 Meter breiten Neubau integriert. Mit Fertigstellung des Speichergebäudes wurde das örtliche Gerichtszimmer vom Brennereigebäude dorthin verlegt. 1802 erhielt der Bau einen Blitzableiter, 1884 wurde der Mittelrisalit mit Türmchen ergänzt. In der linken Haushälfte befand sich im ersten Stock eine Verwalterwohnung, Gesinde- und Wirtschaftsräume. Im Stall waren anfangs Kühe und Schafe untergebracht, bis zum Ende des Zweiten Weltkrieges nur noch Kühe. Anschließend wurde er bis 1976 als Bullenstall genutzt. Danach pachtete die LPG den Stall vom Volksgut und nutzte ihn bis 1990 zum Kalben. In den Jahren 2004 bis 2006 musste das Dachtragwerk notgesichert werden, weil es einzustürzen drohte.
Nach der Schlosssanierung wurde der Freundeskreis ermutigt, sich einem weiteren Projekt zu widmen. Das historische Stall- und Speichergebäude dominiert den Gutshof und war ein Zeichen des Verfalls. Die Sanierung dieser spätbarocken Anlage begann 2013. Sie erhielt ihre ursprüngliche Gliederung zurück, Turmuhr und Stundenschlag funktionieren wieder und der Dachstuhl wurde saniert. Aus dem großen Stall mit seinem Kreuzgewölbe entstand ein großer Veranstaltungsraum. Auf die Wände wurden zwei Liedverse aus Zinzendorfs Lied „Jesu, geh voran“ gemalt. Bereits 2017 konnte die Festveranstaltung zum 700-jährigen Ortsjubiläum darin stattfinden. Seit der Sanierung der Funktionsräume (unter anderem der Küche und der Garderobe) und dem Einbau von Sanitäranlagen wird das Speichergebäude für vielfältige Veranstaltungen genutzt.

### Große Hofscheune

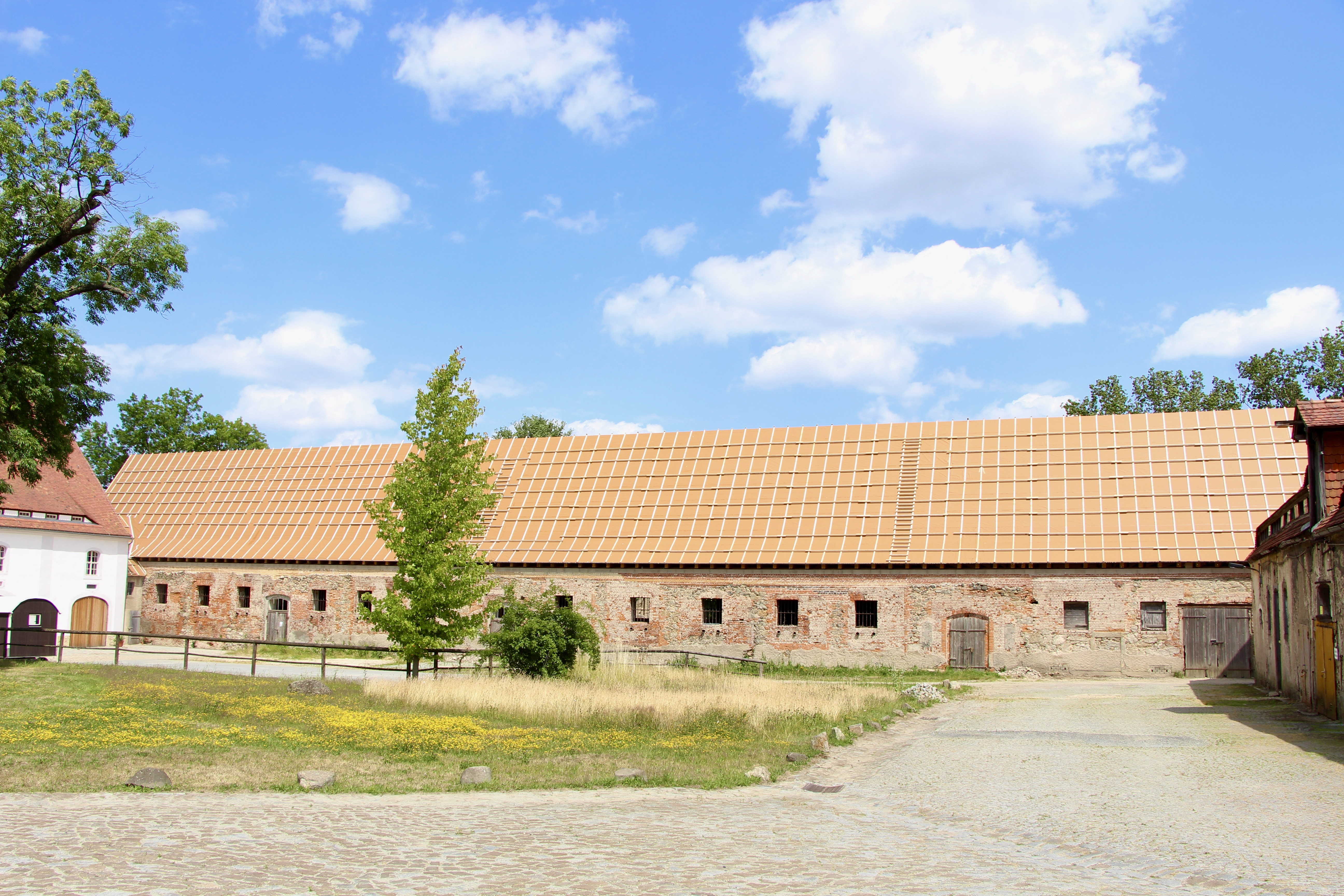
Die große Hofscheune (2023)

Die Große Hofscheune schloss den Vierseithof nach Osten ab. Bereits auf einer Federzeichnung von 1717 ist das Gebäude zu sehen. Es wurde bis 1913 als Scheune genutzt.
Von Juni bis Dezember 1913 entstand darin ein Stall für 90 Pferde (Remonten) und ein Krankenstall im alten Ochsenstall. Auch eine Depotschmiede wurde eingerichtet. Nach 1947 waren in dem Stall 94 Milchkühe untergebracht. Umfangreiche Umbauten in den 1950er Jahren beeinträchtigten die Stabilität des Gebäudes. Im Herbst 2004 brach das Dach während eines Sturms zusammen.
Durch eine große Förderung erhielt das eingestürzte Bauwerk Anfang der 2020er Jahre in einem ersten Bauabschnitt ein Dach. Weitere Bauabschnitte sind erforderlich, bis aus diesem Gebäude eine große Ausstellungshalle entstehen wird.

### Alte Brauerei

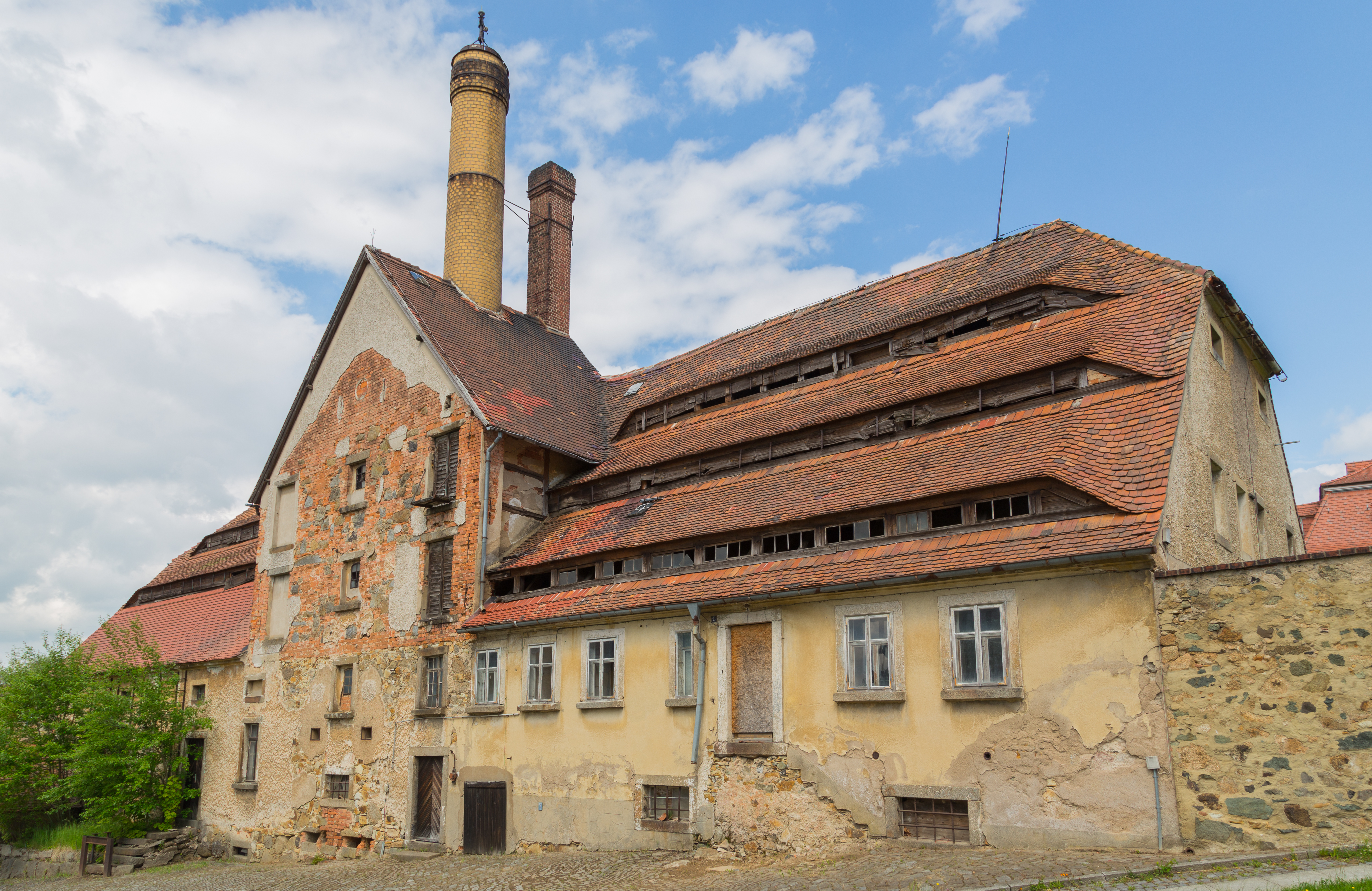
Alte Brauerei (2020)

Das alte Brauereigebäude liegt unterhalb des Gutshofes am Dorfbach. Es muss im Verlauf des 16. Jahrhunderts errichtet worden sein, da 1571 ein „freier zittauischer Bierschank“ erwähnt wird. Zuvor wurde Zittauer Bier ausgeschenkt, denn das Bierbrauen war ein städtisches Privileg. Erst um diese Zeit wurden auf den Rittergütern Brauereien angelegt. 1650 ergingen im Oktober und November „wegen des schändlichen Landbrauens“ an die „Bierturbanten“ der Dörfer der Zittauer Umgegend, wobei auch Berthelsdorfs namentlich genannt wurde, neue Strafmandate; aber, sagen Chroniken, „die Turbanten haben nicht pariret“. 1654 wird das Brauhaus als teilweise alt bezeichnet. Es besaß drei Pfannen; Bottiche sowie übrige Braugefäße waren ganz neu. 1806 wurde die alte Brauerei zum Teil weggerissen, nur das Wohngebäude (heute Hauptstraße 83) und die 1807 eingerichtete Malzdarre (heute Hauptstraße Schulstraße 6) blieben erhalten. Das letztgenannte Gebäude wurde ab 1807 als Stockhaus (Gefängnis) genutzt.
Das neue Brauereigebäude wurde westlich vom Schloss massiv aufgebaut (heute Herrnhuter Straße 3). Darin wurden 1848 eine Quetsche und eine Schrotmühle eingerichtet. Das Bier wurde Mitte des 19. Jahrhunderts in die ganze Umgegend, vorzugsweise aber nach Görlitz und Zittau, geliefert. Im Garten beim Brauhause befand sich der Betsaal der Brüdersocietät, der am 20. September 1812 durch ein Liebesmahl eingeweiht wurde. Ursprünglich war das Gebäude als Eiskeller geplant gewesen. Das Brauen wurde 1920 eingestellt, das Gebäude diente dann bis in die 1950er Jahre als Mälzerei. Bis Ende der 1960er Jahre befand sich dann hier noch die Poststelle des Ortes, später verfiel das Gebäude zunehmend.

### Alte Brennerei
Das Brennereigebäude (heute Herrnhuter Straße 5) wurde 1752 gebaut. Bis 1801 war es Gerichtshaus. Weil das Gebäude am 11. Februar 1824 bei einem Sturm Schaden gelitten hatte, wurde es bis auf das untere Stockwerk abgetragen und massiv erbaut. 1828 wurde es durch ein Hintergebäude vergrößert. Der Betrieb der Brennerei wurde im Frühjahr 1847 eingestellt.

### Direktorenhäuser

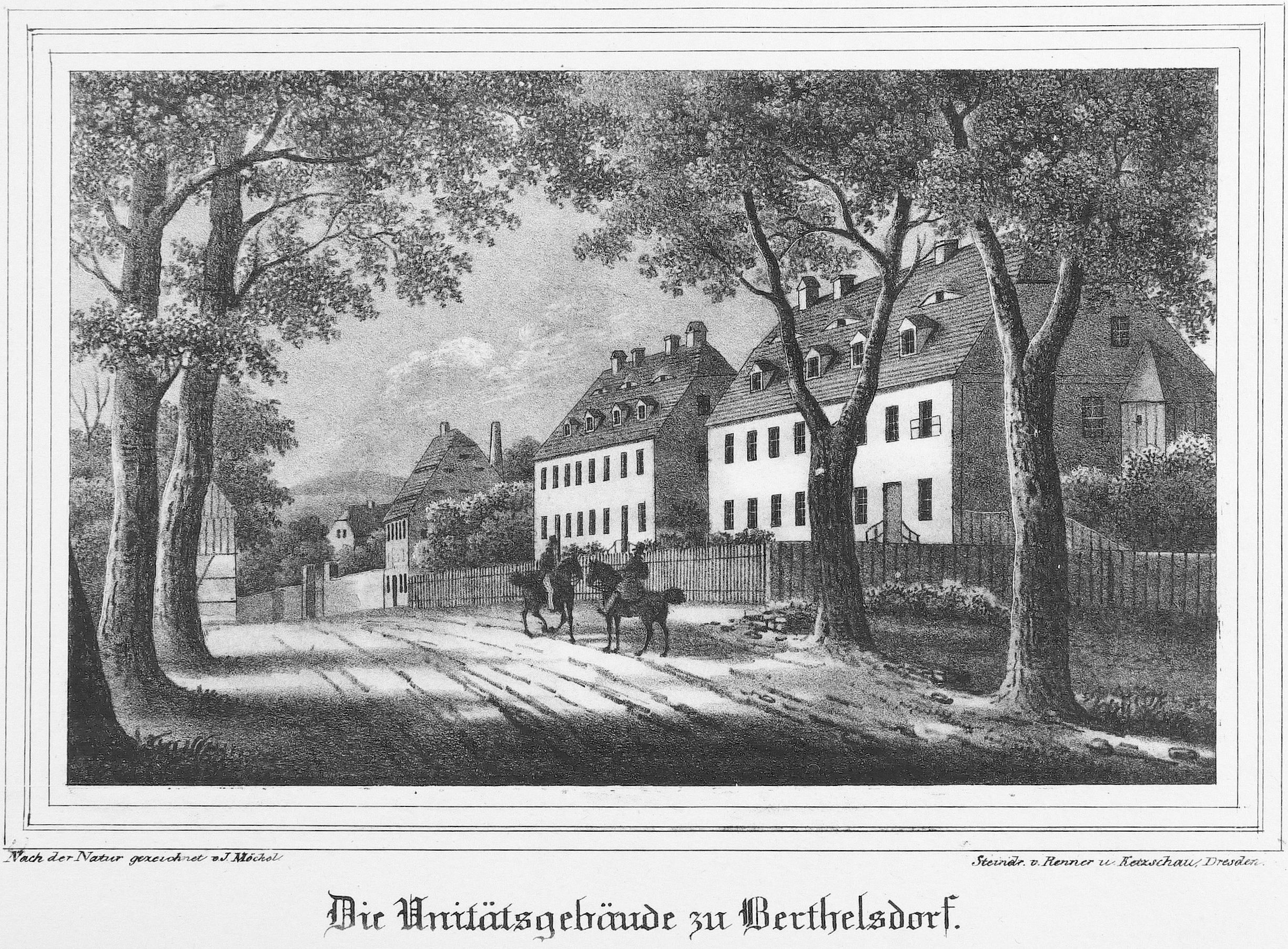
Alte Direktorenhäuser (1863)

Neben dem Brennereigebäude wurden 1790 zwei Häuser als Wohnungen für die Mitglieder der 1789 nach Berthelsdorf verlegten Unitäts-Direktion erbaut und 1791 bezogen. Die Direktion hatte vorher ihren Sitz teils in Herrnhut, teils in Zeist und teils in Barby.
Im nördlichen der 1869 errichteten Unitätshäuser wurde eine Wohnung für den Administrator, im anderen die für den Veterinär und den Kasseninspektor eingerichtet. Im Wirtschaftsgebäude zwischen den beiden Häusern entstanden Wohnungen für die Knechte. Trotz der Forderungen des Versailler Vertrags, das Heer auf 100.000 Mann zu reduzieren und den Rest aufzulösen, wurde Berthelsdorf 1919 Reichswehrdepot.

### Teich

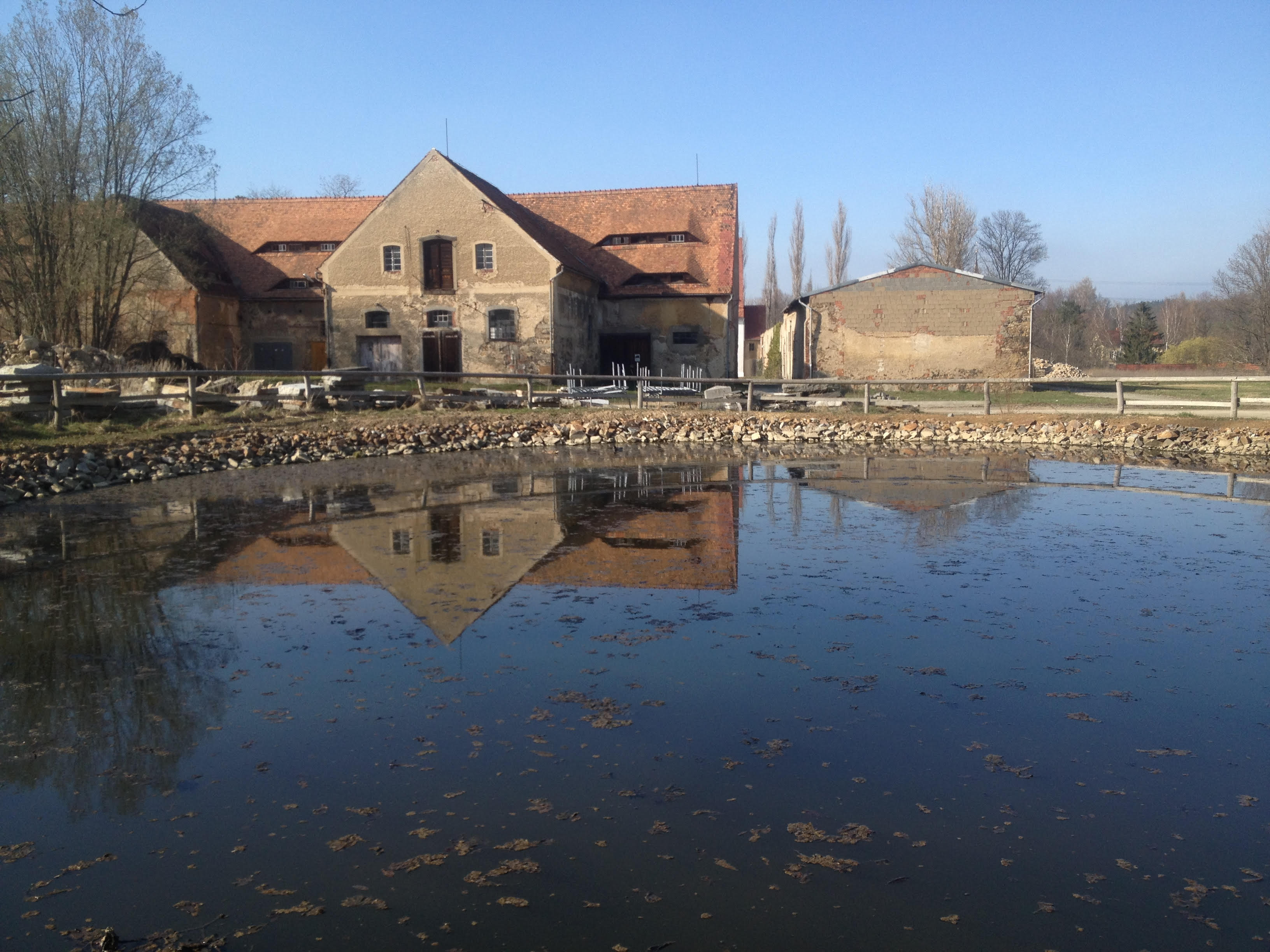
Teich (2019)

Der Teich auf dem Gutsgelände wurde wahrscheinlich erst in der zweiten Hälfte des 19. Jahrhunderts angelegt. In alten Akten wird er als „Ententeich“ bezeichnet. Unterhalb des sogenannten Schweizerhauses befand sich ein zweiter, gleichgroßer Teich. Im Laufe der Zeit dienten die Teiche auch als
Pferdeschwemme. Das erklärt auch die geringe Tiefe von circa 65 Zentimetern. Der noch vorhandene Teich ist heute Löschwasserteich mit einem Volumen von etwa 100 Kubikmetern.

## Galerie

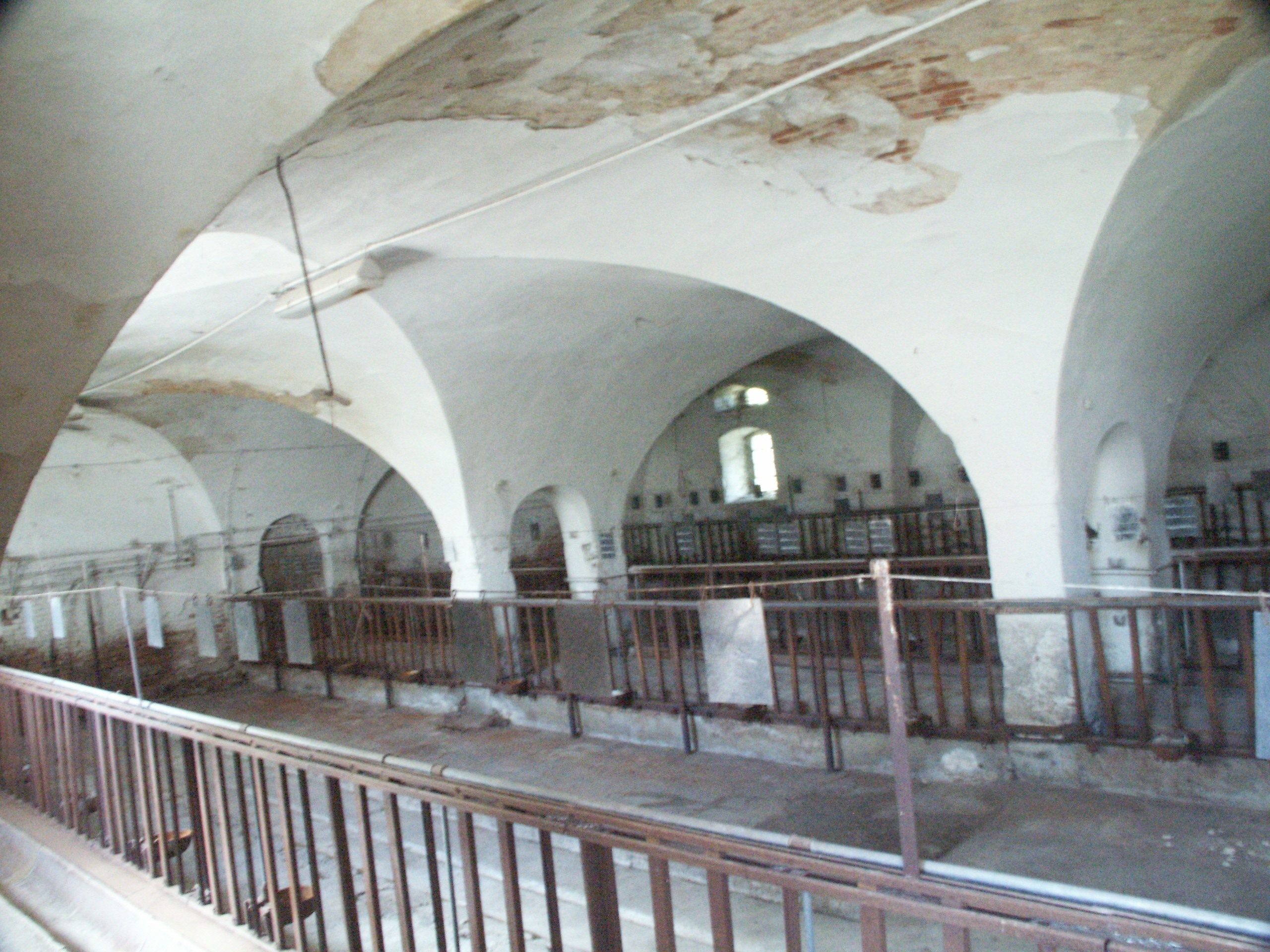
Ehemaliger Kuhstall vor der Sanierung
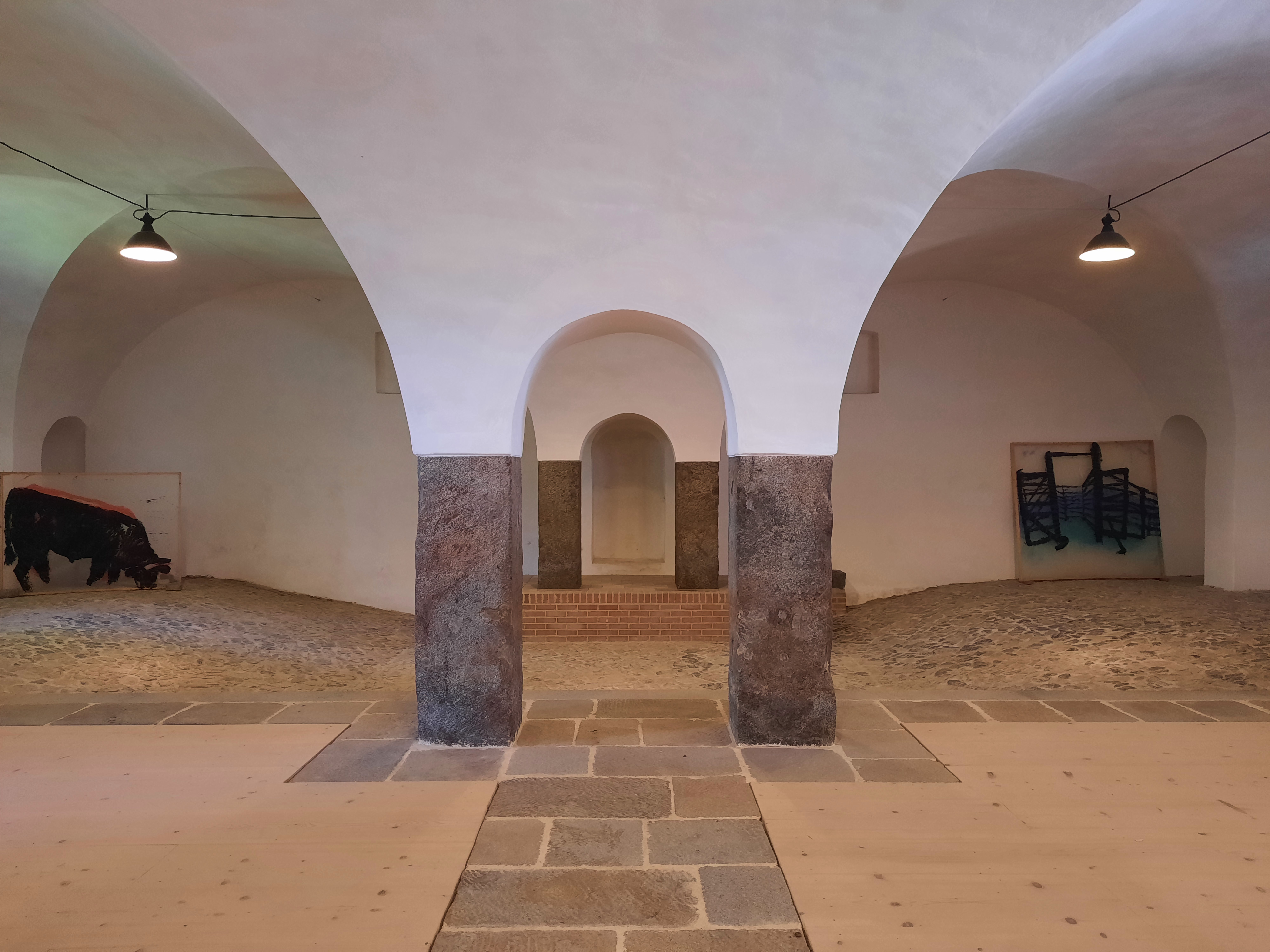
Ehemaliger Kuhstall, heute Versammlungssaal
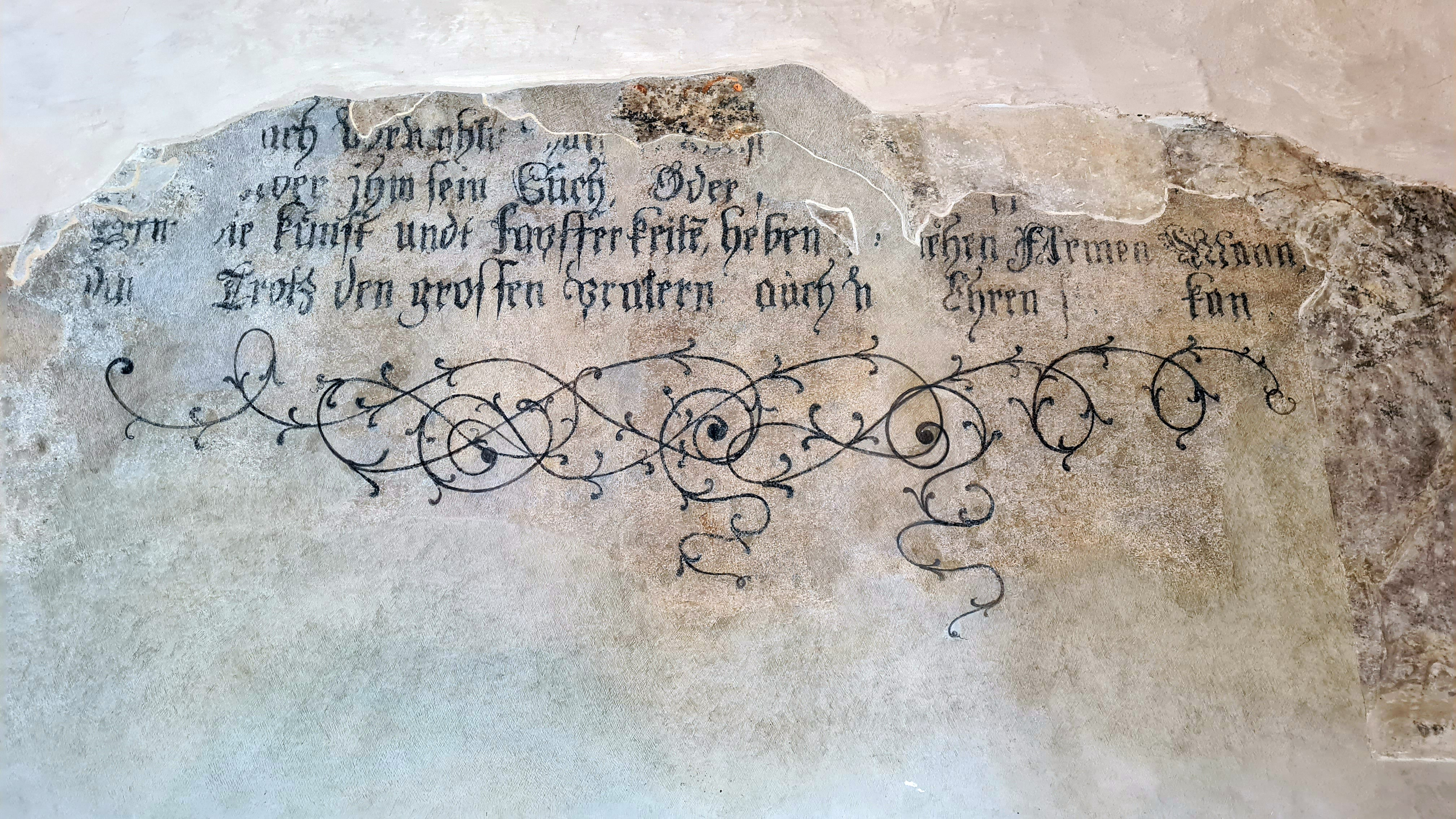
Putzfragment aus dem 16. Jahrhundert mit floralem Rankenwerk
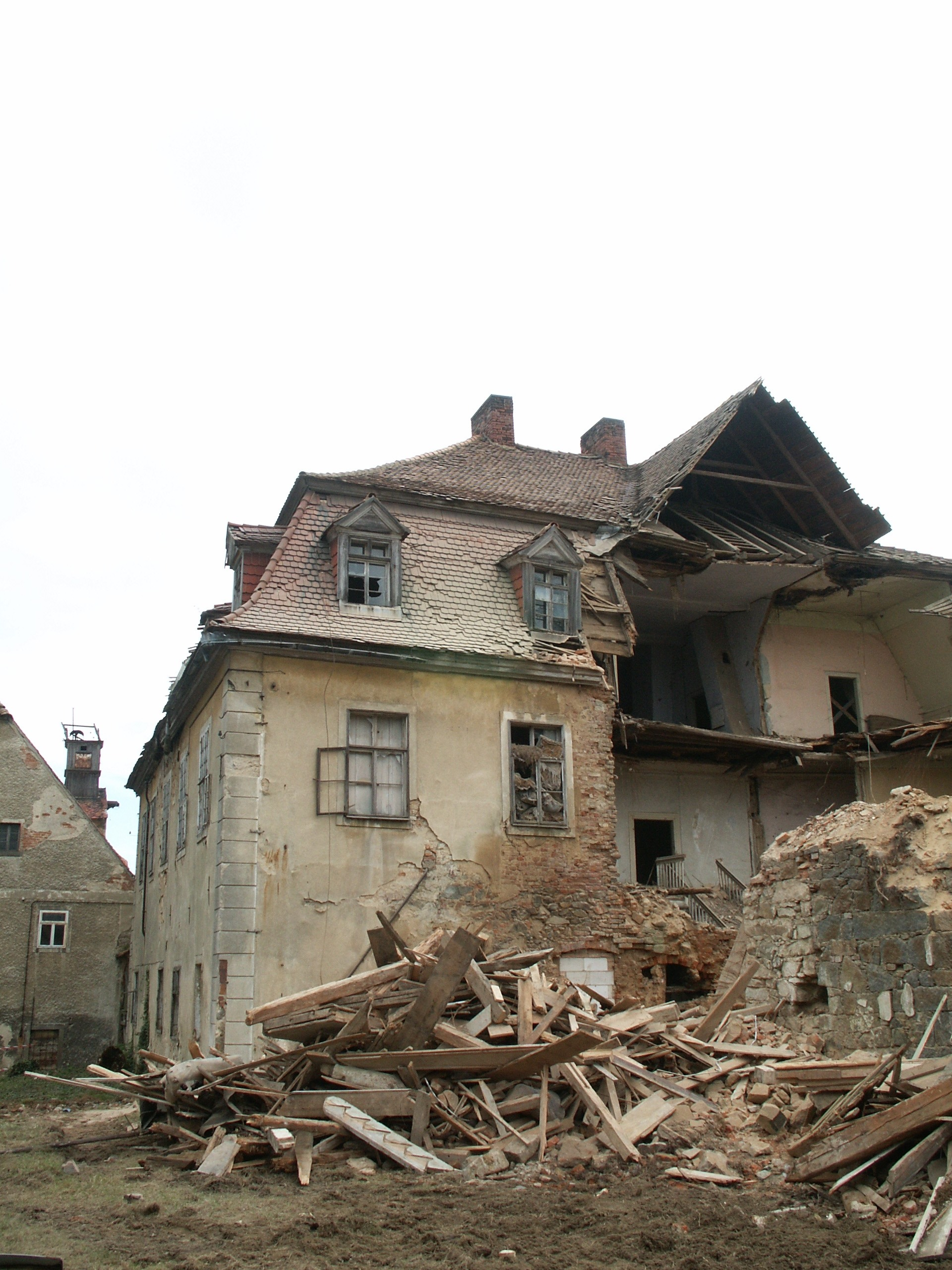
Rückbau des Schlossanbaus (2002)
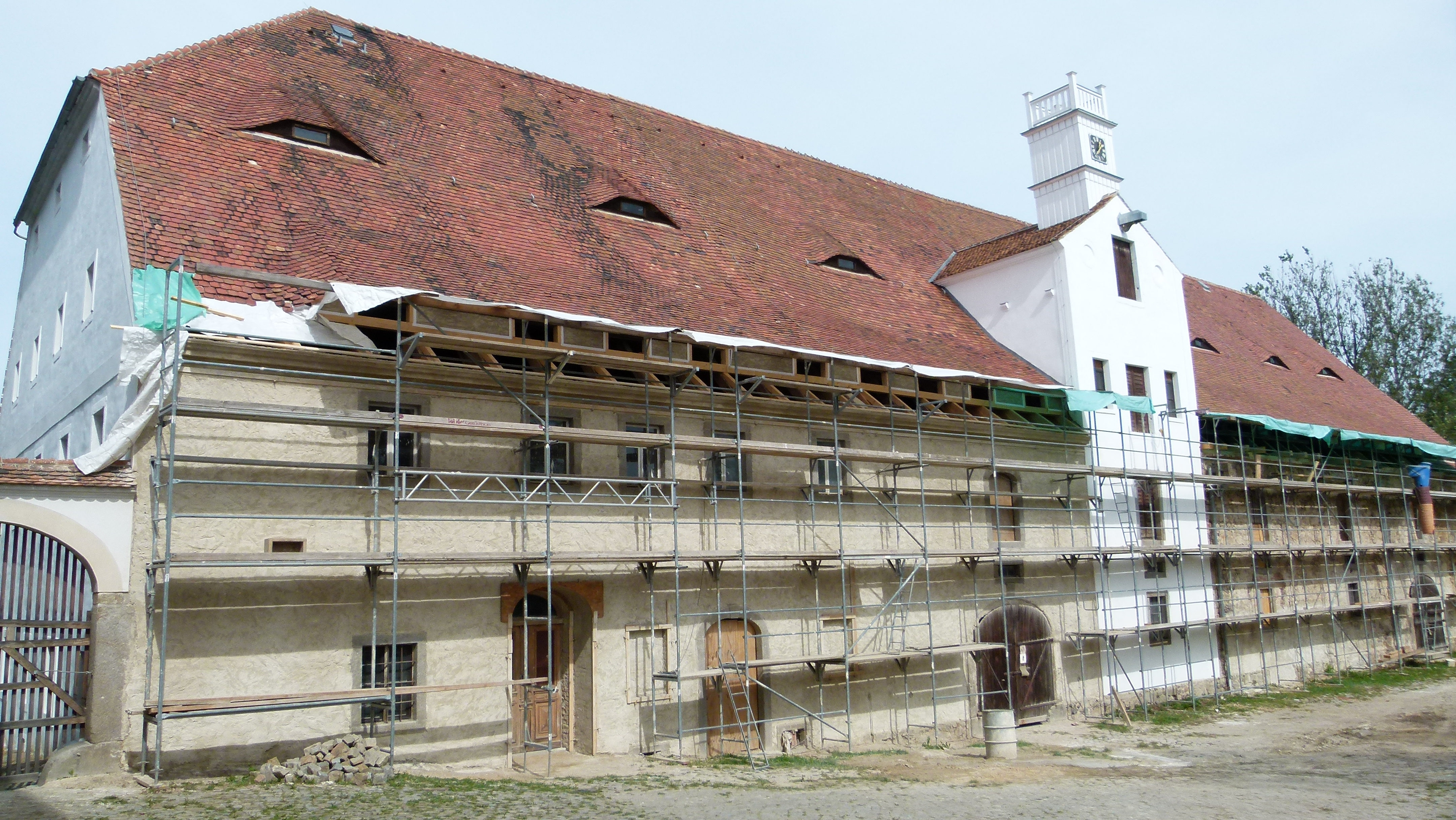
Sanierung des Speichergebäudes (2015)
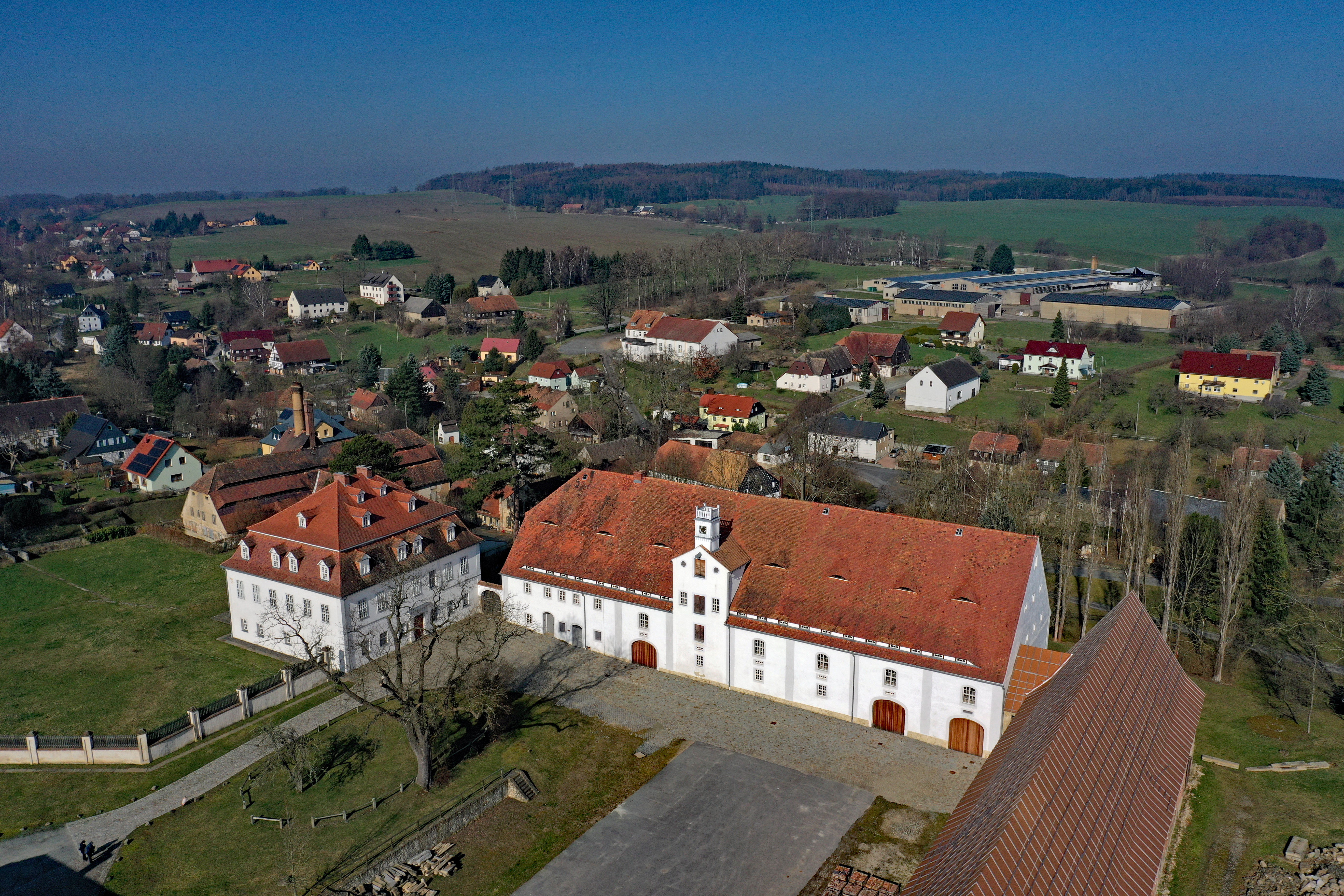
Luftbild (Stand 2024)